# Cyclosorus jaculosus
Cyclosorus jaculosus är en kärrbräkenväxtart som först beskrevs av Hermann Christ och som fick sitt nu gällande namn av H. Itô.
Cyclosorus jaculosus ingår i släktet Cyclosorus och familjen Thelypteridaceae. Inga underarter finns listade i Catalogue of Life.